# Changement de base (algèbre linéaire)
Pour les articles homonymes, voir Changement de base.
En mathématiques, plus précisément en algèbre linéaire, une matrice de passage (ou encore matrice de changement de base) permet d'écrire des formules de changement de base pour les représentations matricielles des vecteurs, des applications linéaires et des formes bilinéaires.

## Définition
Soient K un corps commutatif, E un K-espace vectoriel de dimension finie n, et B, B' deux bases de E.

La matrice de passage de B à B', notée {\displaystyle \mathrm {P_{B}^{B'}} }, est la matrice représentative de l'application identité IdE, de E muni de la base B' dans E muni de la base B :
- {\displaystyle \mathrm {P_{B}^{B'}} ={\mathcal {M}}_{\mathrm {B} ',\mathrm {B} }(\mathrm {Id_{E}} )}.

Autrement dit :
- si un même vecteur de E a pour coordonnées les matrices colonnes X dans B et X' dans B', alors {\displaystyle \mathrm {X} =\mathrm {P_{B}^{B'}} \mathrm {X} '}

ou, ce qui est équivalent :
- {\displaystyle \mathrm {P_{B}^{B'}} } est égal à {\displaystyle {\mathcal {M}}_{\mathrm {B} }(\mathrm {B} ')}, c.-à-d. que ses colonnes sont les coordonnées des vecteurs de B', exprimés dans la base B.

Pour des raisons mnémotechniques, on qualifie B' de nouvelle base, B d'ancienne base. On observera que dans les deux premières descriptions données, les bases interviennent dans l'ordre opposé à celui de la terminologie. La troisième peut être détaillée ainsi : si {\displaystyle \mathrm {B} =(e_{1},\ldots ,e_{n})} et {\displaystyle \mathrm {B} '=(e'_{1},\ldots ,e'_{n})} où {\displaystyle e'_{j}=\sum _{i=1}^{n}a_{i,j}e_{i}} pour {\displaystyle j=1,\ldots ,n}, alors
{\displaystyle \mathrm {P_{B}^{B'}} =(a_{i,j})_{i,j=1}^{n}\in {\mathcal {M}}_{n}(\mathbb {K} )}.

## Changement de coordonnées pour un vecteur
Comme déjà mentionné, si un vecteur de E a pour coordonnées X et X' dans deux bases B et B', alors {\displaystyle \mathrm {X} =\mathrm {P_{B}^{B'}} \mathrm {X} '}.

### Exemples
Considérons l'espace euclidien ℝ3 muni de sa base canonique B(e1, e2, e3), « ancienne base », orthonormée directe.

Homothétie d'un facteur k.

Homothétie
La nouvelle base B'(e'1, e'2, e'3) est obtenue par une homothétie de facteur k. On a ainsi :
e'1 = k e1 ;
e'2 = k e2 ;
e'3 = k e3.
La matrice de passage s'écrit
{\displaystyle \mathrm {P_{B}^{B'}} ={\begin{pmatrix}k&0&0\\0&k&0\\0&0&k\\\end{pmatrix}}}
Soit un vecteur x de composantes (X1, X2, X3) dans B et (X'1, X'2, X'3) dans B'. On a :

Rotation d'un angle α autour de e_{3}.

{\displaystyle {\begin{pmatrix}\mathrm {X} _{1}\\\mathrm {X} _{2}\\\mathrm {X} _{3}\\\end{pmatrix}}={\begin{pmatrix}k&0&0\\0&k&0\\0&0&k\\\end{pmatrix}}{\begin{pmatrix}\mathrm {X} '_{1}\\\mathrm {X} '_{2}\\\mathrm {X} '_{3}\\\end{pmatrix}}={\begin{pmatrix}k\mathrm {X} '_{1}\\k\mathrm {X} '_{2}\\k\mathrm {X} '_{3}\\\end{pmatrix}}}
Rotation de la base
La nouvelle base B'(e'1, e'2, e'3) est obtenue par rotation d'un angle α autour de l'axe e3. On a ainsi :
e'1 = cos(α) e1 + sin(α) e2 ;
e'2 = –sin(α) e1 + cos(α) e2 ;
e'3 = e3.
La matrice de passage s'écrit
{\displaystyle \mathrm {P_{B}^{B'}} ={\begin{pmatrix}\cos \alpha &-\sin \alpha &0\\\sin \alpha &\cos \alpha &0\\0&0&1\\\end{pmatrix}}}
Soit un vecteur x de composantes (X1, X2, X3) dans B et (X'1, X'2, X'3) dans B'. On a :
{\displaystyle {\begin{pmatrix}\mathrm {X} _{1}\\\mathrm {X} _{2}\\\mathrm {X} _{3}\\\end{pmatrix}}={\begin{pmatrix}\cos \alpha &-\sin \alpha &0\\\sin \alpha &\cos \alpha &0\\0&0&1\\\end{pmatrix}}{\begin{pmatrix}\mathrm {X} '_{1}\\\mathrm {X} '_{2}\\\mathrm {X} '_{3}\\\end{pmatrix}}={\begin{pmatrix}(\cos \alpha )\mathrm {X} '_{1}-(\sin \alpha )\mathrm {X} '_{2}\\(\sin \alpha )\mathrm {X} '_{1}+(\cos \alpha )\mathrm {X} '_{2}\\\mathrm {X} '_{3}\\\end{pmatrix}}}

## Inverse
Soient B et B' deux bases de E. Alors {\displaystyle \mathrm {P_{B}^{B'}} } est inversible et
{\displaystyle \left(\mathrm {P_{B}^{B'}} \right)^{-1}=\mathrm {P_{B'}^{B}} }.
En effet, d'après la règle de calcul de la matrice d'une composée :
{\displaystyle \mathrm {P_{B}^{B'}} \mathrm {P_{B'}^{B}} ={\mathcal {M}}_{\mathrm {B'} ,\mathrm {B} }(\mathrm {Id_{E}} ){\mathcal {M}}_{\mathrm {B} ,\mathrm {B'} }(\mathrm {Id_{E}} )={\mathcal {M}}_{\mathrm {B} ,\mathrm {B} }(\mathrm {Id_{E}} )=\mathrm {I} _{n}}.

### Exemples
Reprenons les exemples ci-dessus.
Homothétie
La matrice inverse s'obtient simplement en remplaçant k par 1/k, soit :
{\displaystyle \mathrm {P_{B'}^{B}} ={\begin{pmatrix}1/k&0&0\\0&1/k&0\\0&0&1/k\\\end{pmatrix}}}
et donc
{\displaystyle {\begin{pmatrix}\mathrm {X} '_{1}\\\mathrm {X} '_{2}\\\mathrm {X} '_{3}\\\end{pmatrix}}={\begin{pmatrix}1/k&0&0\\0&1/k&0\\0&0&1/k\\\end{pmatrix}}{\begin{pmatrix}\mathrm {X} _{1}\\\mathrm {X} _{2}\\\mathrm {X} _{3}\\\end{pmatrix}}={\begin{pmatrix}\mathrm {X} _{1}/k\\\mathrm {X} _{2}/k\\\mathrm {X} _{3}/k\\\end{pmatrix}}}.
Rotation
La matrice inverse s'obtient simplement en remplaçant α par –α, soit :
{\displaystyle \mathrm {P_{B'}^{B}} ={\begin{pmatrix}\cos \alpha &\sin \alpha &0\\-\sin \alpha &\cos \alpha &0\\0&0&1\\\end{pmatrix}}}
(on remarque que c'est la transposée, PB'B = tPBB') et donc
{\displaystyle {\begin{pmatrix}\mathrm {X} '_{1}\\\mathrm {X} '_{2}\\\mathrm {X} '_{3}\\\end{pmatrix}}={\begin{pmatrix}\cos \alpha &\sin \alpha &0\\-\sin \alpha &\cos \alpha &0\\0&0&1\\\end{pmatrix}}{\begin{pmatrix}\mathrm {X} _{1}\\\mathrm {X} _{2}\\\mathrm {X} _{3}\\\end{pmatrix}}={\begin{pmatrix}(\cos \alpha )\mathrm {X} _{1}+(\sin \alpha )\mathrm {X} _{2}\\-(\sin \alpha )\mathrm {X} _{1}+(\cos \alpha )\mathrm {X} _{2}\\\mathrm {X} _{3}\\\end{pmatrix}}}.

## Changement de matrice pour une application linéaire
Soient {\displaystyle {\mathcal {E}},{\mathcal {E}}'} deux bases de E et {\displaystyle {\mathcal {F}},{\mathcal {F}}'} deux bases de F, {\displaystyle f:\mathrm {E} \to \mathrm {F} } une application linéaire, de matrices A dans les bases {\displaystyle {\mathcal {E}},{\mathcal {F}}} et B dans les bases {\displaystyle {\mathcal {E}}',{\mathcal {F}}'}, alors
{\displaystyle \mathrm {B} =\mathrm {Q} ^{-1}\mathrm {A} \mathrm {P} }
où
P est la matrice de passage de {\displaystyle {\mathcal {E}}} à {\displaystyle {\mathcal {E}}'} et
Q est la matrice de passage de {\displaystyle {\mathcal {F}}} à {\displaystyle {\mathcal {F}}'}.

En effet, {\displaystyle \mathrm {Q} ^{-1}\mathrm {A} \mathrm {P} ={\mathcal {M}}_{{\mathcal {F}}',{\mathcal {F}}}^{-1}(\mathrm {Id_{F}} )[{\mathcal {M}}_{{\mathcal {E}},{\mathcal {F}}}(f){\mathcal {M}}_{{\mathcal {E}}',{\mathcal {E}}}(\mathrm {Id_{E}} )]={\mathcal {M}}_{{\mathcal {F}},{\mathcal {F}}'}(\mathrm {Id_{F}} ){\mathcal {M}}_{{\mathcal {E}}',{\mathcal {F}}}(f)={\mathcal {M}}_{{\mathcal {E}}',{\mathcal {F}}'}(f)=\mathrm {B} }.
Les matrices A et B sont alors dites équivalentes.
Dans le cas particulier d'un endomorphisme (i.e. F = E), si l'on choisit {\displaystyle {\mathcal {F}}={\mathcal {E}}} et {\displaystyle {\mathcal {F}}'={\mathcal {E}}'} (donc Q = P), les matrices A et B sont dites semblables.

## Changement de matrice pour une forme bilinéaire

### Cas usuel
Soient {\displaystyle {\mathcal {E}},{\mathcal {E}}'} deux bases de E, P la matrice de passage de {\displaystyle {\mathcal {E}}} à {\displaystyle {\mathcal {E}}'}, et φ une forme bilinéaire sur E, de matrices A dans {\displaystyle {\mathcal {E}}} et B dans {\displaystyle {\mathcal {E}}'}. Alors
{\displaystyle \mathrm {B} =^{\operatorname {t} }\!\mathrm {P} \mathrm {A} \mathrm {P} },
où tP désigne la matrice transposée de P.
Les matrices A et B sont alors dites congruentes.

### Variantes
Il arrive que l'on considère une forme bilinéaire φ définie non pas sur E×E mais sur E×F où F est un espace vectoriel non nécessairement égal à E. Si {\displaystyle {\mathcal {E}},{\mathcal {E}}'} sont deux bases de E avec matrice de passage P, et {\displaystyle {\mathcal {F}},{\mathcal {F}}'} deux bases de F avec matrice de passage Q, la formule de changement de bases devient :
{\displaystyle \mathrm {B} =^{\operatorname {t} }\!\mathrm {P} \mathrm {A} \mathrm {Q} }.
On peut également considérer une forme sesquilinéaire au lieu d'une forme bilinéaire. Dans ce cas, il faut remplacer, dans les formules, la transposée de la matrice de passage par sa matrice adjointe.